# Pondok Kandang
Pondok Kandang is een bestuurslaag in het regentschap Muko-Muko van de provincie Bengkulu, Indonesië. Pondok Kandang telt 556 inwoners (volkstelling 2010).